# Reserva biológica Montecano
El Monumento Natural Montecano (Reserva Biológica Montecano) ubicado en San José de Cocodite, Península de Paraguaná, en el estado Falcón, Venezuela, es un área con 2556 hectáreas de extensión. en la que se preservan especies animales y vegetales características de Paraguaná, protegiendo 3 especies Endémicas como lo son la Tarántula Azul (Chromatopelma cyaneopubescens), la Falsa mapanare de Paraguaná (Leptodeira bakeri) y el tuqueque de montecano (Lepidoblepharis montecanoensis).
El nombre de la reserva se debe a una planta existente en el sitio conocida como Barba de palo, la misma es propia de lugares húmedos siendo abundante su crecimiento en la reserva. En 2009 se inauguró dentro de la reserva la Escuela de Formación Ambiental y Ecoturística “Esteban Cuauro”.

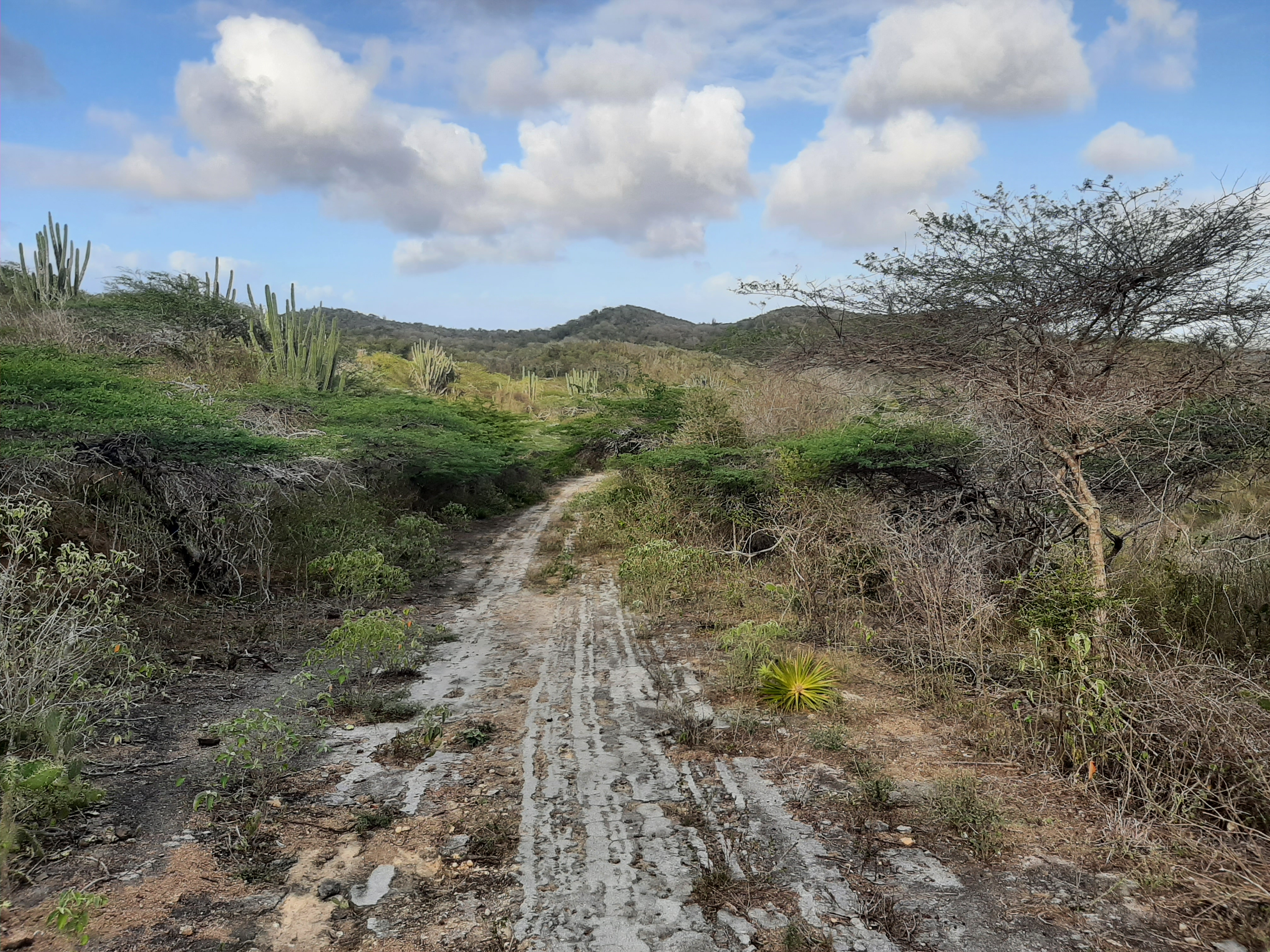
Vegetación de Montecano.

En 1987 se firmó un convenio con la Universidad Nacional Experimental Francisco de Miranda (UNEFM), la junta comunal de Cocodite y el Instituto Venezolano de Investigaciones Científicas (IVIC) para el manejo de Montecano, iniciando estas actividades bajo la administración de Bioma. Desde 1995 el instituto falconiano para la investigación, la conservación y el desarrollo sostenible de las zonas áridas y costeras (INFALCOSTA) y el Centro de Investigaciones en Ecología y Zonas Áridas (CIEZA-UNEFM) están encargados de cuidarla y mantenerla.
El 22 de abril de 2019, a través del Decreto N.º 3825, la Presidencia de la República declaró Monumento Natural Montecano a la porción del territorio nacional ubicada en la jurisdicción del municipio Falcón, en la Península de Paraguaná del estado Falcón, con el objeto de preservar los valores geográficos, geológicos, ecológicos excepcionales y únicos, así como nacientes de importantes cursos de agua que permiten el mantenimiento del ciclo hidrológico, proporcionando a las comunidades oportunidades de educación para la conservación ambiental, la recreación pasiva, el ecoturismo y la promoción de la investigación científica, a los fines de armonizar el desarrollo social y el resguardo de la diversidad biológica.
El monumento delimita por la poligonal que partiendo de la Loma de Casa de Piedra siguiendo una línea regular por la última divisoria de agua ubicada al sureste del Caserío de Azaro hasta donde cruza la quebrada de San Isidro, aquí pasando por el último paso de agua entre el norte de la Base Militar de Cerro Caño y el sureste del Caserío de Buenevara, siguiendo por el oeste por la cola de 140 metros, hasta un punto ubicado del viejo camino de Jadacaquiva entre la cola de 120 metros y 100 metros y desde aquí seguidamente una línea hasta el Cerro El Plantacio, el cerro plantario hasta un punto ubicado al norte del Caserío el Pizamel, y desde aquí siguiendo una línea al sur de la fila de Montecano, formando al oeste hasta la carretera de Pueblo Nuevo - San José de Cocodite, llegando hasta el norte del caserío Cuahubana y desde aquí en dirección al norte finalizando en la Loma de la Casa de Piedra ubicada en el municipio Falcón, Península de Paraguaná como patrimonio natural del municipio.
En esta reserva se ubica el santuario de fauna Piedra Honda y el Guano, donde se preservan miles de murciélagos tropicales.

## Turismo
La reserva es un bosque seco tropical preparado para el turismo ecológico, tiene acondicionado algunos senderos y cuenta con nueve estaciones siendo la primera en la zona más alta llamada Cerro Capuchino donde se encuentra en su superficie la cueva de Piedra Honda.

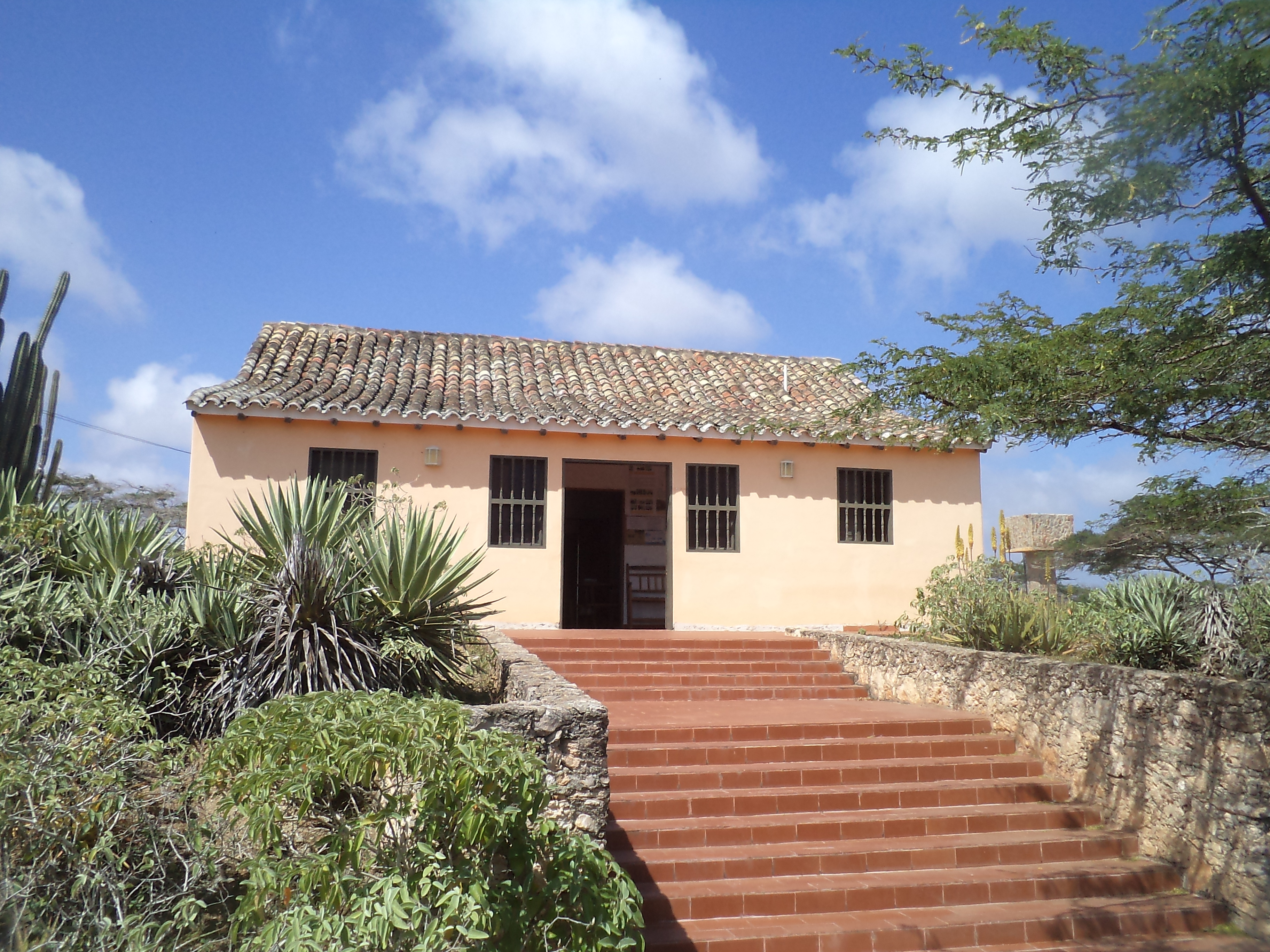
Casa donde funciona la dirección y museo de la Reserva Biológica de Montecano, ubicada en el pueblo de San José de Cocodite, Estado Falcón, Venezuela.

Antiguamente existía una base militar, en la parte que todavía se conserva muestra a los visitantes las paredes con huecos hechos por las balas en las prácticas de tiro.

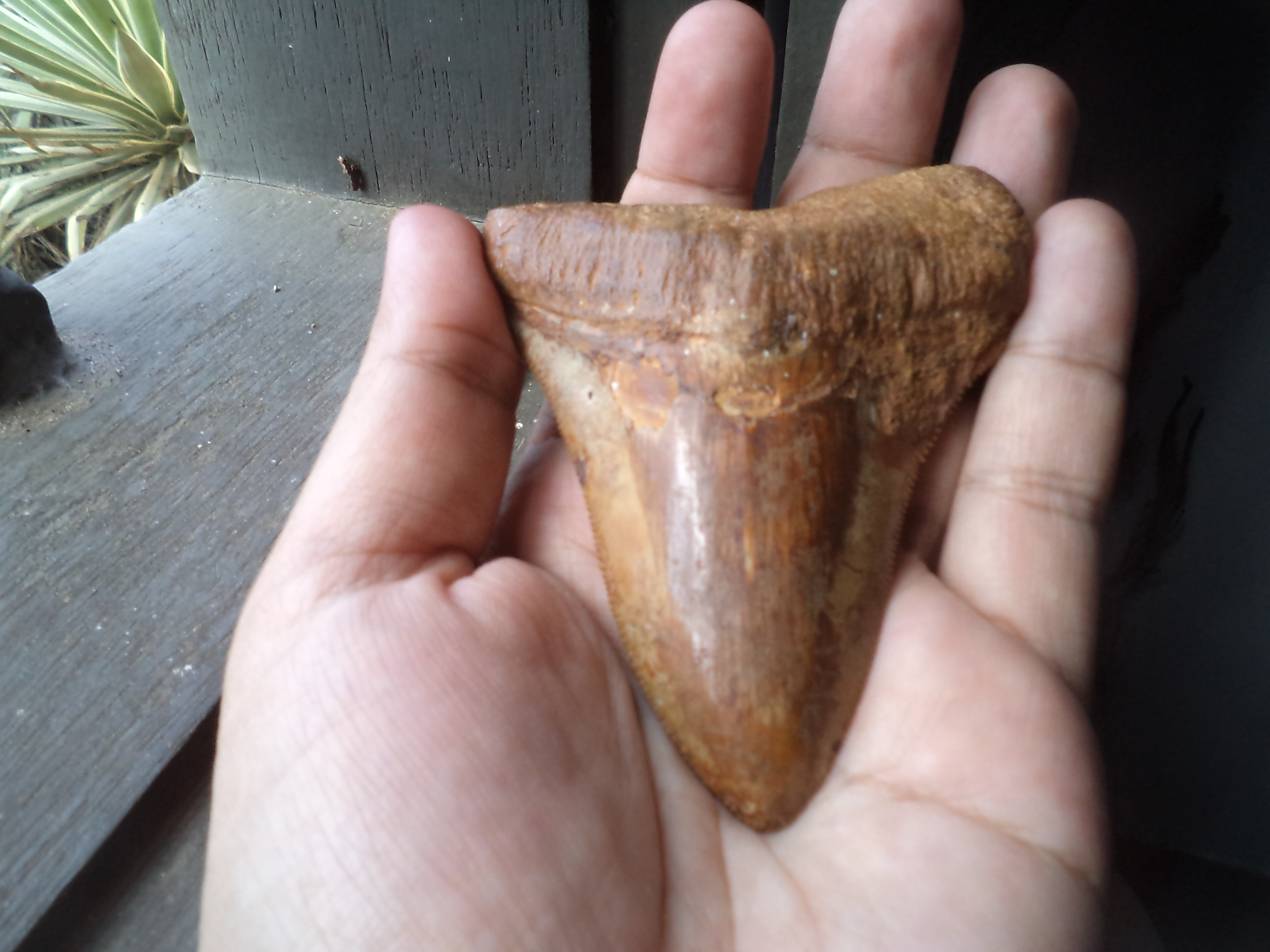
Diente de Megalodón conseguido en la población de San José de Cocodite en la Península de Paraguaná, estado Falcón, Venezuela. Se encuentra en el pequeño Museo de la Reserva Biológica de Montecano.

En la entrada principal de la reserva biológica se encuentra una casa donde funciona la oficina que administra la reserva biológica y en la misma contiene una sección que funciona como un pequeño museo con una interesante exposición de fósiles, especies de animales pequeños conservados en envases y algunos objetos antiguos donados por habitantes de la zona. Se encuentra allí un excelente y amable guía llamado Esteban Cuaro, con muchos conocimientos de la zona e historia del lugar, cuyo padre también fue guía de esa reserva. Este guía puede aclarar muchas dudas que surgen de las visitas realizadas a ese magnífico y atrayente lugar. Entre los fósiles hallados en San José de Cocodite y que se muestran en el pequeño museo que funciona en esta reserva biológica está un diente de Megalodón, que en épocas prehistóricas era una especie de tiburón gigante del tamaño de una ballena.

## Fauna y Flora

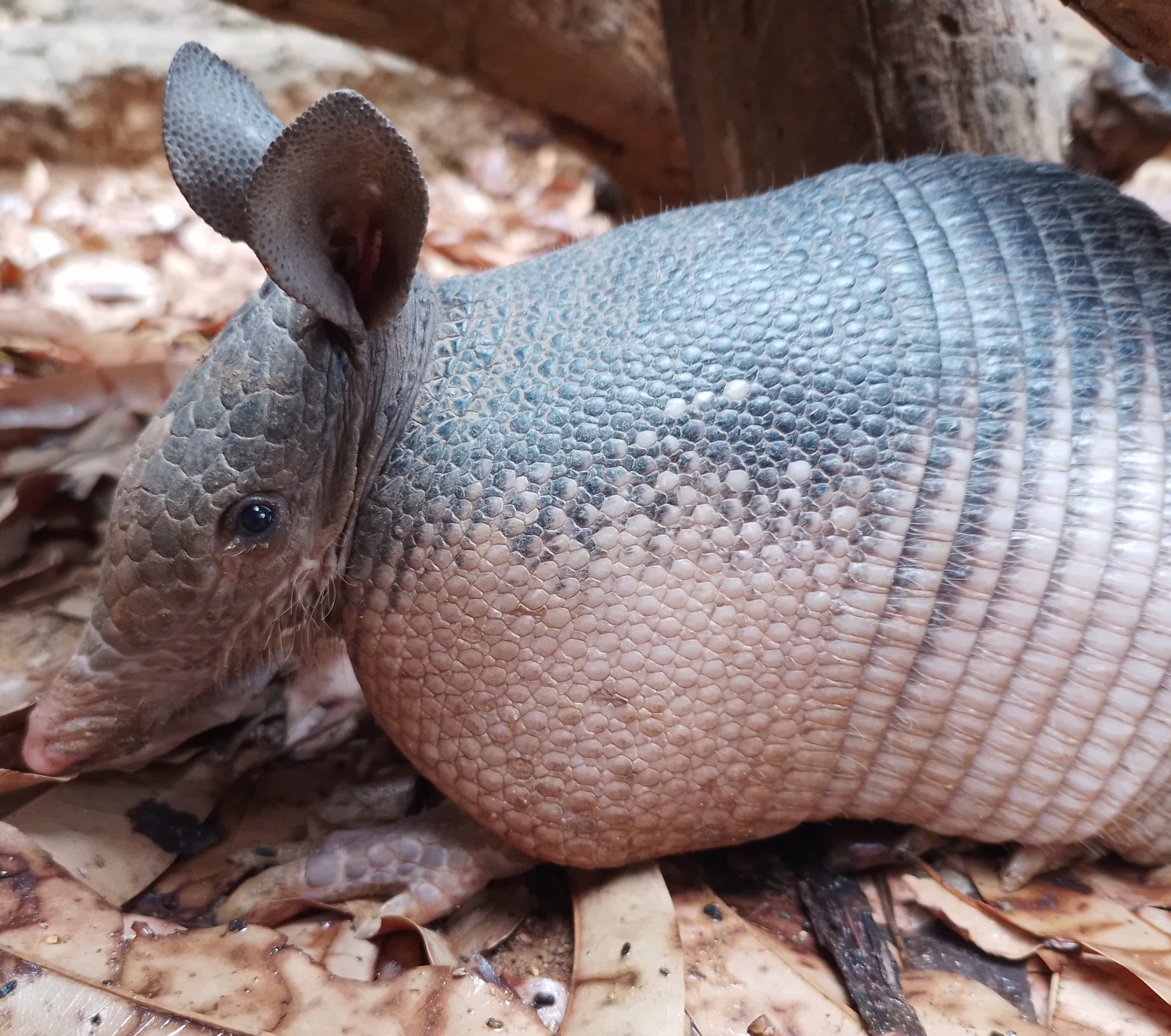
Cachicamo montañero (Dasypus novemcinctus).

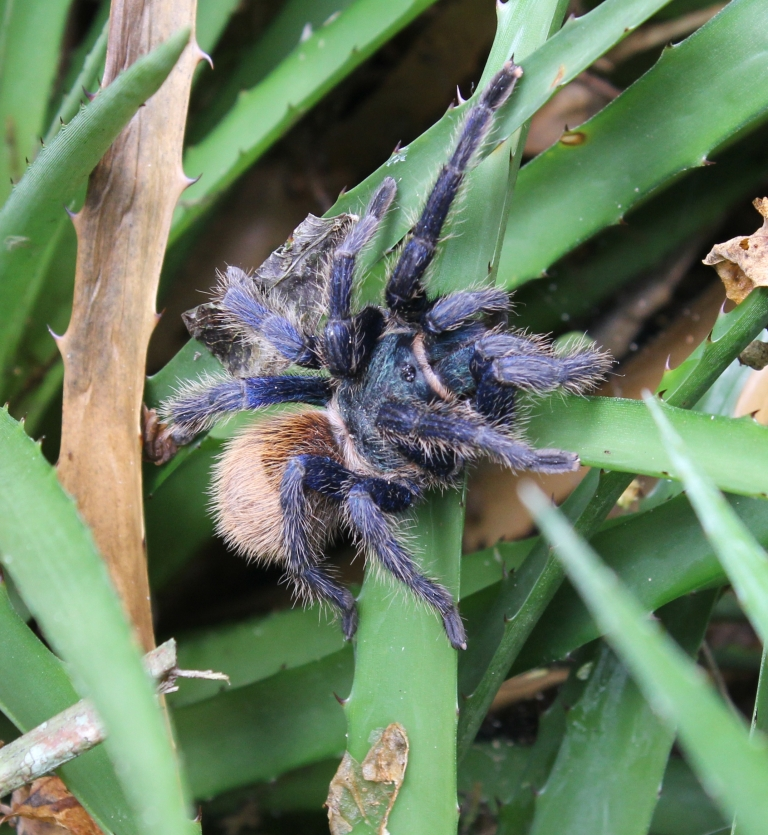
tarántula azul (chromatopelma) en un teco (bromelia)

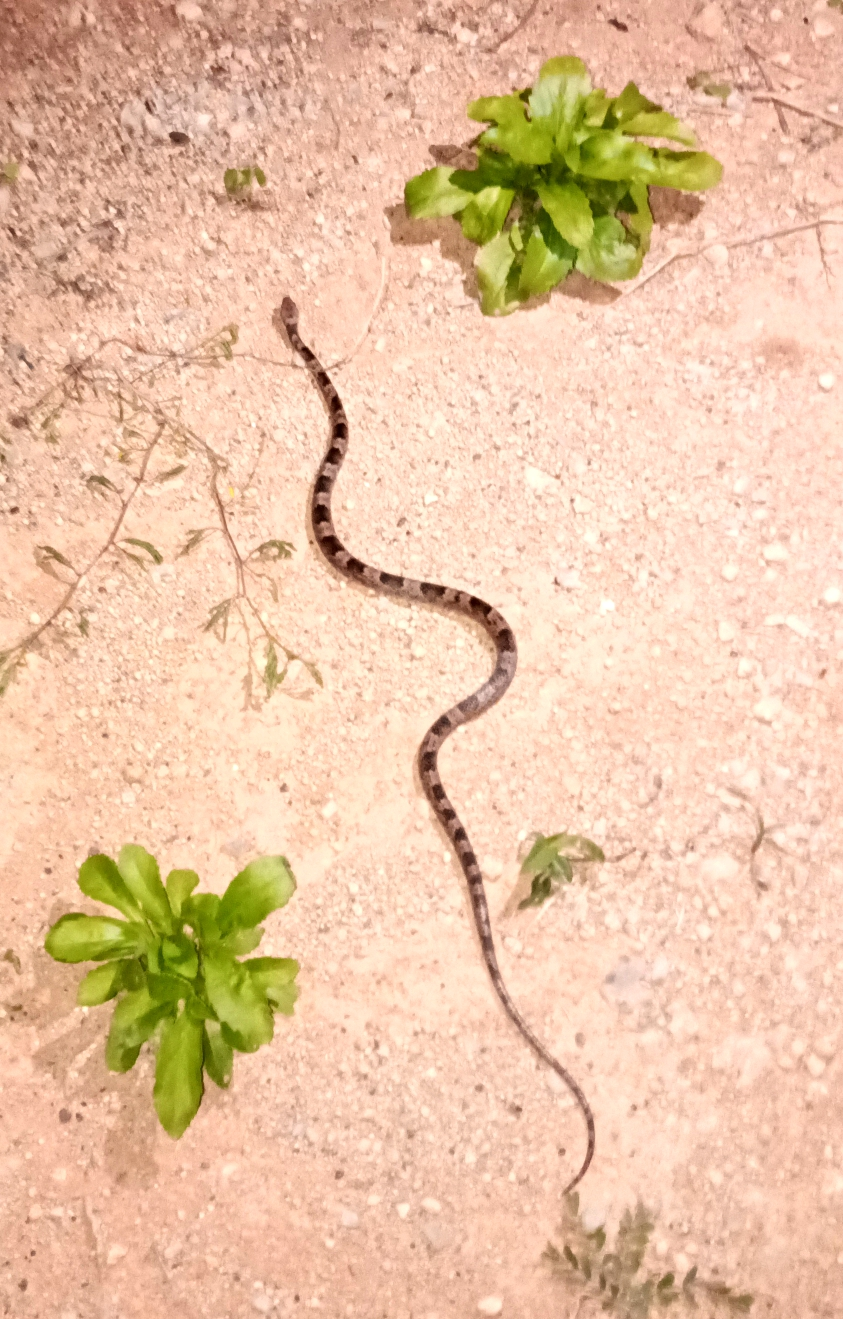
La Falsa mapanare de Paraguaná (Leptodeira bakeri), otra especie endémica de la reserva.

La reserva sirve de refugio a más de 180 especies de pájaros, incluyendo algunas que se observan sólo durante la migración o el invierno boreal. Existen hasta el momento 42 especies residentes (que habitan de forma permanente) como el cardenal coriano, el carpintero habado, la cota (en peligro de extinción), el turpial, el chirito de chaparrales y otras especies, principalmente de paseriformes.
La variedad de reptiles de la reserva sirve de estudio científico-médico permanente para la búsqueda de antídotos. Dentro de la población de reptiles se encuentra la Falsa mapanare de Paraguaná (Leptodeira bakeri) una serpiente endémica de la península de Paraguaná, así como el Saruro (Boa sp.), la Boa tornasol (Epicrates maurus), la Boa de manglar (Corallus ruschenbergerii); La cascabel y la coral. También destaca el Tuqueque o gecko' de montecano (Lepidoblepharis montecanoensis), considerada la  lagartija más pequeña, midiendo solo hasta 6 cm y siendo nativa de la reserva al igual que la tarántula azul de Paraguaná, especie exclusiva de la Paraguaná y que ha sido objeto de investigaciones, documentales y especiales de Discovery Channel.;Entre otros de los invertebrados destacados  también están el ciempiés más grande del mundo la Escolopendra Gigante (Scolopendra gigantea), el Escorpión de Hueque (Tityus falconensis) también endémico del estado Falcón.
Dentro de las especies de flora se destacan las orquídeas y bromelias, árboles de olivo, semeruco, araguaney, jobo, cotoperí, ceiba y vera. Dentro de la reserva existe también la pitahaya que se encuentra en peligro de extinción.